# Unagisaki hōchō

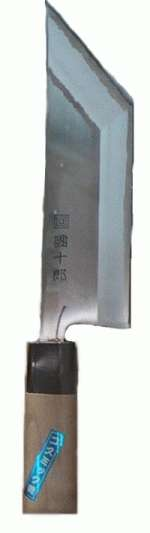
Unagisaki bocho regular.

Un unagisaki bocho (鰻サキ包丁) es un cuchillo especializado para cortar en filetes a las anguilas. El filo y la parte puntiaguda son empujados en la anguila cerca de la cabeza y entonces es cortado el cuerpo de la anguila para abrirse enteramente sobre el pez. Aparte de la versión estándar que se muestra en la imagen, existen estilos locales que difieren significativamente para Nagoya, Osaka y Kioto.
- Datos: Q261107